# Caleta Olivia
Caleta Olivia är en ort i Argentina.   Den ligger i provinsen Santa Cruz, i den södra delen av landet, 1 500 km sydväst om huvudstaden Buenos Aires. Caleta Olivia ligger 17 meter över havet och antalet invånare är 36 077.
Terrängen runt Caleta Olivia är platt. Havet är nära Caleta Olivia åt nordost. Caleta Olivia är det största samhället i trakten.